# ليون بيب (صحفي)
ليون بيب (بالإنجليزية: Leon Bibb)‏ هو صحفي أمريكي، ولد في 4 أكتوبر 1944 في بتلر في الولايات المتحدة.